# Spiritualized
Spiritualized é uma banda de space rock inglesa formada em Warwickshire, Inglaterra, em 1991, por Jason Pierce (que muitas vezes usa o pseudônimo de J. Spaceman) após o termino de sua banda anterior, o Spacemen 3. As composições dos Spiritualized mudaram de álbum para álbum, com Pierce, que escreve, compõe e canta todo o material da banda, sendo o único membro constante.
Spiritualized lançou seis álbuns de estúdio. O mais conhecido e aclamado pela crítica destes era de 1997, "Ladies and Gentlemen We Are Floating in Space", que a revista NME elegeu como álbum do ano. E, recebeu nota 10 da Pitchfork Media.

## Biografia
Após uma quebra nas relaçoes entre os principais da banda Spacemen 3 Peter Kember e Jason Pierce, o baixista do grupo Will Carruthers, o baterista Jonny Mattock, e o guitarrista Mark Refoy foram chamados por Pierce para formar um novo grupo, junto com um amigo local, Steve Evans, subsequentemente se auto-intitulando Spiritualized. A banda tiruo seu nome de uma adaptação do texto no rótulo traseiro de uma garrafa de Pernod. Devido à formação com a maioria dos membros do Spacemen 3, uma cláusula técnica dizia que o Spiritualized tinha que manter o contrato de gravação do Spacemen 3 com a Dedicated Records.
O primeiro lançamento do Spiritualized, em 1990, foi um cover da "Anyway That You Want Me" dos The Troggs; a gravação coroou a divisão oficial do Spacemen 3 seguida pelo conflito sobre o nome da banda e seu uso no material promocional ligado ao Spiritualized (cópias iniciais de "Anyway That You Want Me" saíram com o logo do Spacemen 3 no encarte).
Evans foi substituído no teclado pela então namorada de Pierce, Kate Radley para o single seguinte, "Run"/"I Want You". Seguiram um número de singles, antes que banda, no início de 1992, lançasse seu primeiro LP Lazer Guided Melodies, que havia sido gravado em Rugby ao longo dos dois anos anteriores. Um segundo álbum, Pure Phase, foi lançado em 1995, e um terceiro Ladies And Gentlemen We Are Floating In Space emergiu em 1997 sob o clamor da crítica e sucesso comercial.
O estilo musical do Spiritualized se baseia fortemente em notas com sustain de 'pedal' e drones. Lazer Guided Melodies e Pure Phase incorporam elementos dos estilos shoegazing, drones e tremolo. A referencial Ladies And Gentlemen We Are Floating In Space viu a influência de African-American gospel e blues em seu surgumento, enquanto "paredes de som" modeladas de acordo com os estilos de produção de Phil Spector e Brian Wilson também deixaram sua marca. Tais influências dominaram o próximo álbum do Spiritualized, Let It Come Down, que incluiu mais de 120 músicos. Amazing Grace favoreceram um álbum com som mais básica com influênicas do gospel, blues, e soul ainda mais dominantes que antes.
Em 15 de junho de 1997, o Spiritualized se tornou a última banda a tocar no clube noturno Factory Records' de Manchester The Haçienda.
Após muitos anos de trabalho e Pierce ter contraido uma séria doença em Julho de 2005, o álbum, Songs in A&E foi lançado em 26 de Maio de 2008 no Reino Unido, e em 27 de Maio de 2008 nos Estados Unidos. O primeiro single das 18 faixas do álbum foi "Soul On Fire". The release was backed by an Electric Mainlines UK tour which began in May. Pierce has also scored Harmony Korine's 2008 film Mister Lonely.
Pierce is quoted as saying in a 2008 interview that Spiritualized was scheduled to play the CERN collider. "They asked us to do it! We were gonna play in it before they’d thrown the switch. But it was a timing thing—their timings didn’t coincide with ours."
In October and December 2009 the band performed 1997's Ladies and Gentlemen We Are Floating in Space live in its entirety as part of the All Tomorrow's Parties-curated Don't Look Back series.
After more than two years in the making,  while Pierce was undergoing experimental chemotherapy for a liver disease, and including a year long period of mixing, Sweet Heart Sweet Light was released in April 2012, on Double Six Records. The band had already played some of this new material over the past 3 years but not much else was known about the content of the album. The album cover, an octagon surrounding the word "Huh?" on a plain white background, is a reference to the working title of the album. In an interview regarding the new release it was revealed that the album would "embrace" more poppy songs compared to previous albums. In the same interview, Jason Pierce also said that the album was partly inspired by the experiences of performing "Ladies and Gentlemen We Are Floating in Space" live in its entirety.
On 18 March 2013 it was announced that Spiritualized would be headlining Truck Festival in Oxfordshire on 19 July 2013.
Spiritualized recorded the track 'Always Together With You (Bridge Song)' for the Record Store Day compilation album 'The Space Project', which was released in April 2014.

## Discografia
- 1992: Lazer Guided Melodies
- 1995: Pure Phase
- 1997: Ladies and Gentlemen We Are Floating in Space
- 2001: Let It Come Down
- 2003: Amazing Grace
- 2008: Songs in A&E
- 2012: Sweet Heart Sweet Light
- 2018: And Nothing Hurt
- 2022: Everything Was Beautiful